# جهاز نقر لاسلكي
جهاز النقر اللاسلكي (بالإنجليزية: wireless clicker)‏ أو جهاز العرض اللاسلكي (بالإنجليزية: wireless presenter)‏ هو جهاز تحكم عن بعد يستخدم للتحكم في الحاسوب أثناء عرض تقديمي، عن طريق محاكاة "فأرة الماوس" + "بعض مفاتيح لوحة مفاتيح الحاسوب"؛ وعادةً ما يشتمل على مؤشر ليزر لتحديد تفاصيل الشاشة. يتم استخدامه بشكل أساسي للعروض التقديمية باستخدام جهاز عرض فيديو أو شاشة تلفزيون كبيرة (على سبيل المثال عرض تقديمي على الحاسوب تم إنشاؤه باستخدام باوربوينت أو Impress أو VCN ExecuVision)، مما يسمح للمقدم بالتحرك بحرية أمام الجمهور.

## واجهة الحاسوب

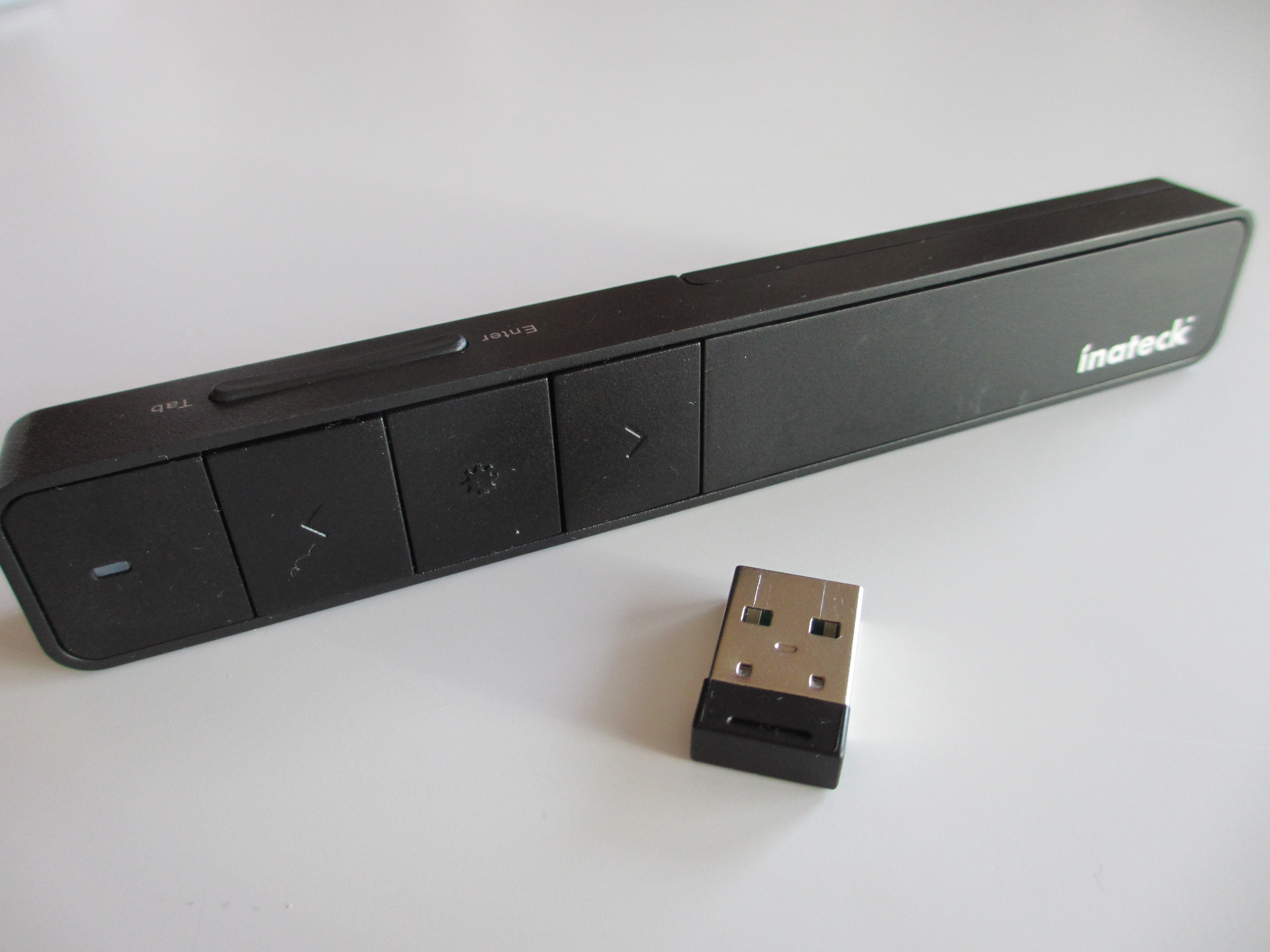
مؤشر الماوس RF (جهاز التحكم عن بعد وواجهة USB)

يتكون من جهاز إرسال يشبه جهاز التحكم عن بعد وجهاز استقبال صغير، متصل عادةً بمنفذ USB على الحاسوب، والذي يكتشفه كما لو كان فأرة. يتم إرسال إشارات التحكم عن طريق الراديو (على سبيل المثال 2.4 جيجاهرتز، بلوتوث) أو في بعض الموديلات عن طريق الأشعة تحت الحمراء. عادةً لا تكون هناك حاجة إلى برامج إضافية على الحاسوب. لا يستخدم عادةً أي بروتوكول اتصال خاص في برنامج العرض، بل يحاكي بدلاً من ذلك مدخلات لوحة المفاتيح البسيطة (مفاتيح الأسهم، ومفتاح الوظيفة F5، وما إلى ذلك) وبعض أنواع واجهة الماوس الأخرى (الأزرار، وإزاحة عجلة التمرير، وما إلى ذلك).
يتم عادةً تحديد مدى الأجهزة التي يتم تشغيلها عن طريق الراديو بين 10 و15 مترًا، وفي الواقع، إذا كان عند حد التغطية، فقد يكون اتجاه المؤشر وبالتالي الهوائي المطبوع على PCB أمرًا بالغ الأهمية. لا يمكن استخدام اتصال الأشعة تحت الحمراء إلا مع وجود خط رؤية واضح لجهاز الحاسوب. يتم تشغيل العنصر المتصل بالحاسوب الشخصي من خلال منفذ USB ويتم تشغيل جهاز التحكم عن بعد عادةً بواسطة بطاريات صغيرة مثل بطاريات الأزرار أو بطاريات AA أو بطاريات AAA، على الرغم من وجود بعض النماذج القابلة لإعادة الشحن.

## العناصر المضمنة

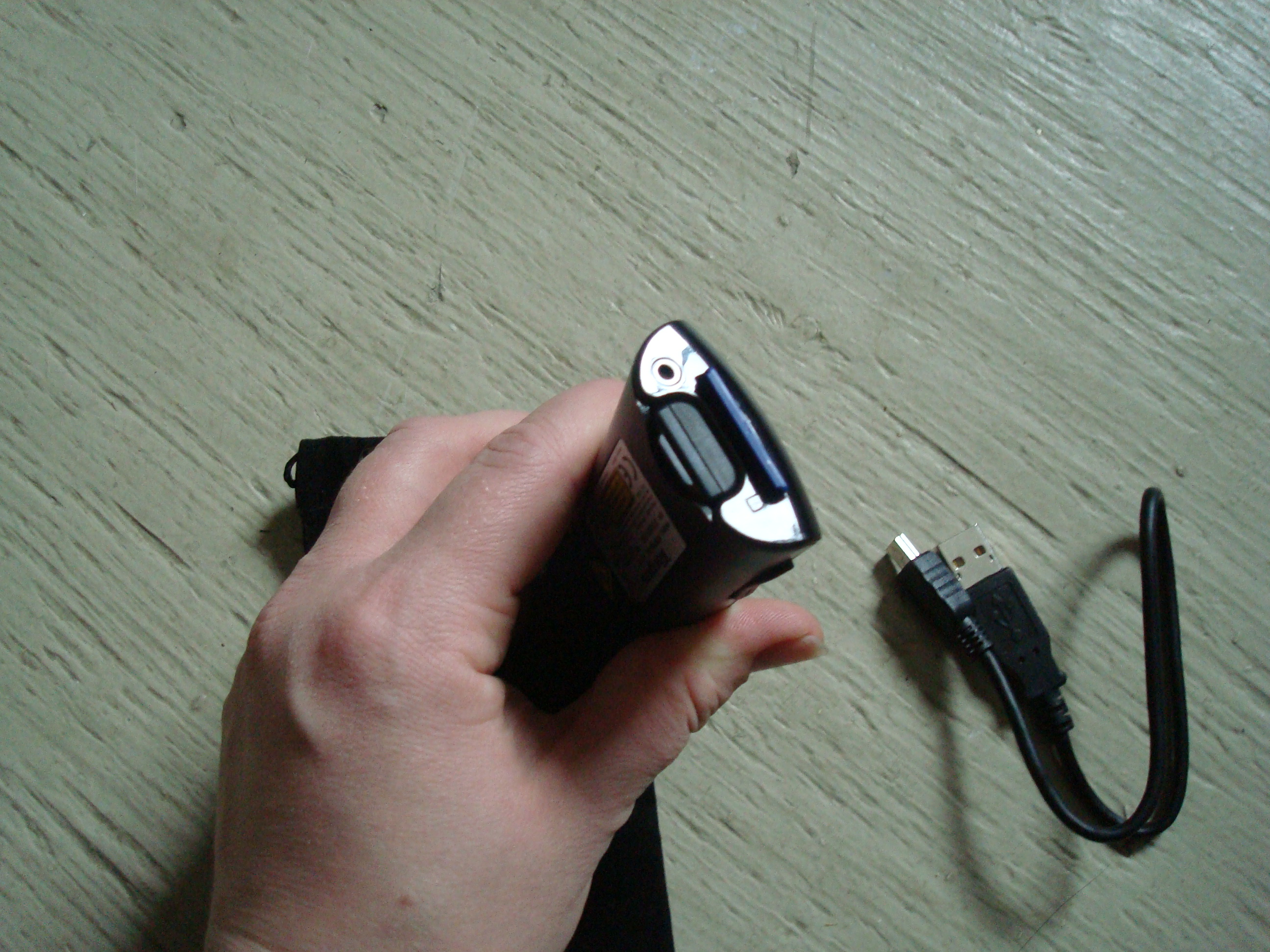

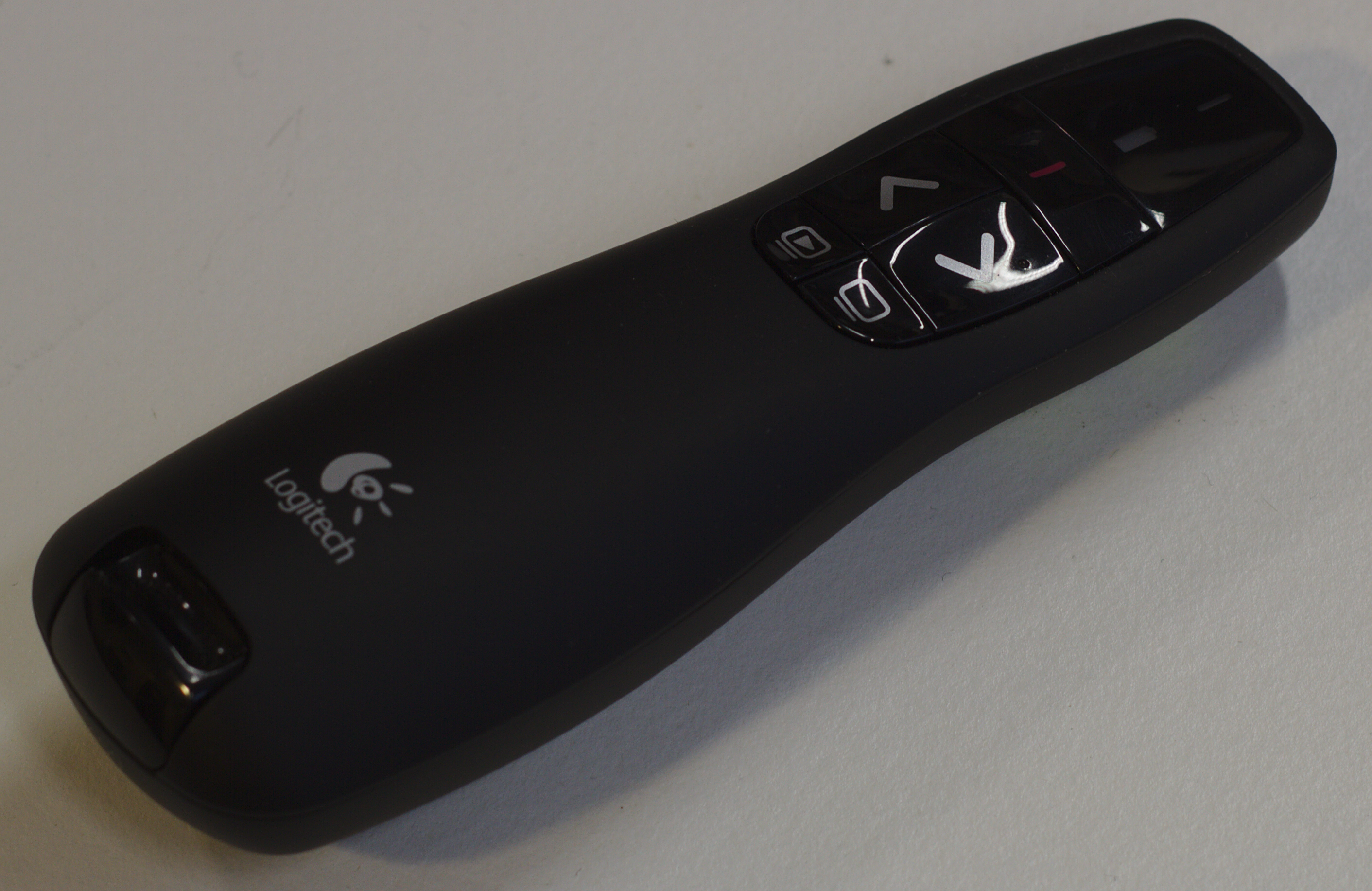
جهاز عرض Logitech + مؤشر ليزر

### السواقة والمؤقت
من بين العناصر الإضافية الأخرى، قد يتضمن ذاكرة فلاش مدمجة في جزء المستقبِل، بحيث لا تكون هناك حاجة لتوصيل سواقة إضافية لحمل ملفات العرض التقديمي. تتضمن بعض الموديلات مؤقتًا مزودًا بمنبه اهتزازي مدمج، لإخطار مكبر الصوت عندما ينتهي الوقت
هناك أيضًا أجهزة تحكم تحاكي فأرة الحاسوب تمامًا، وباستخدامها يمكن تحريك مؤشر الفأرة حول الشاشة وبالتالي التحكم في البرامج (على سبيل المثال Logitech). وعلى العكس من ذلك، تم تجهيز بعض فأرات الحاسوب اللاسلكية أيضًا ببعض الخصائص المحددة.

### مؤشر الليزر
بالإضافة إلى العناصر اللازمة للتحكم في العرض التقديمي، غالبًا ما تحتوي أجهزة العرض اللاسلكية على مؤشر ليزر. الميزة المميزة بين الموديلات المعروضة في السوق هو لون الليزر. بالنسبة للعروض التقديمية، يكون اللون الأخضر أكثر وضوحًا من اللون الأحمر.

## الفوائد

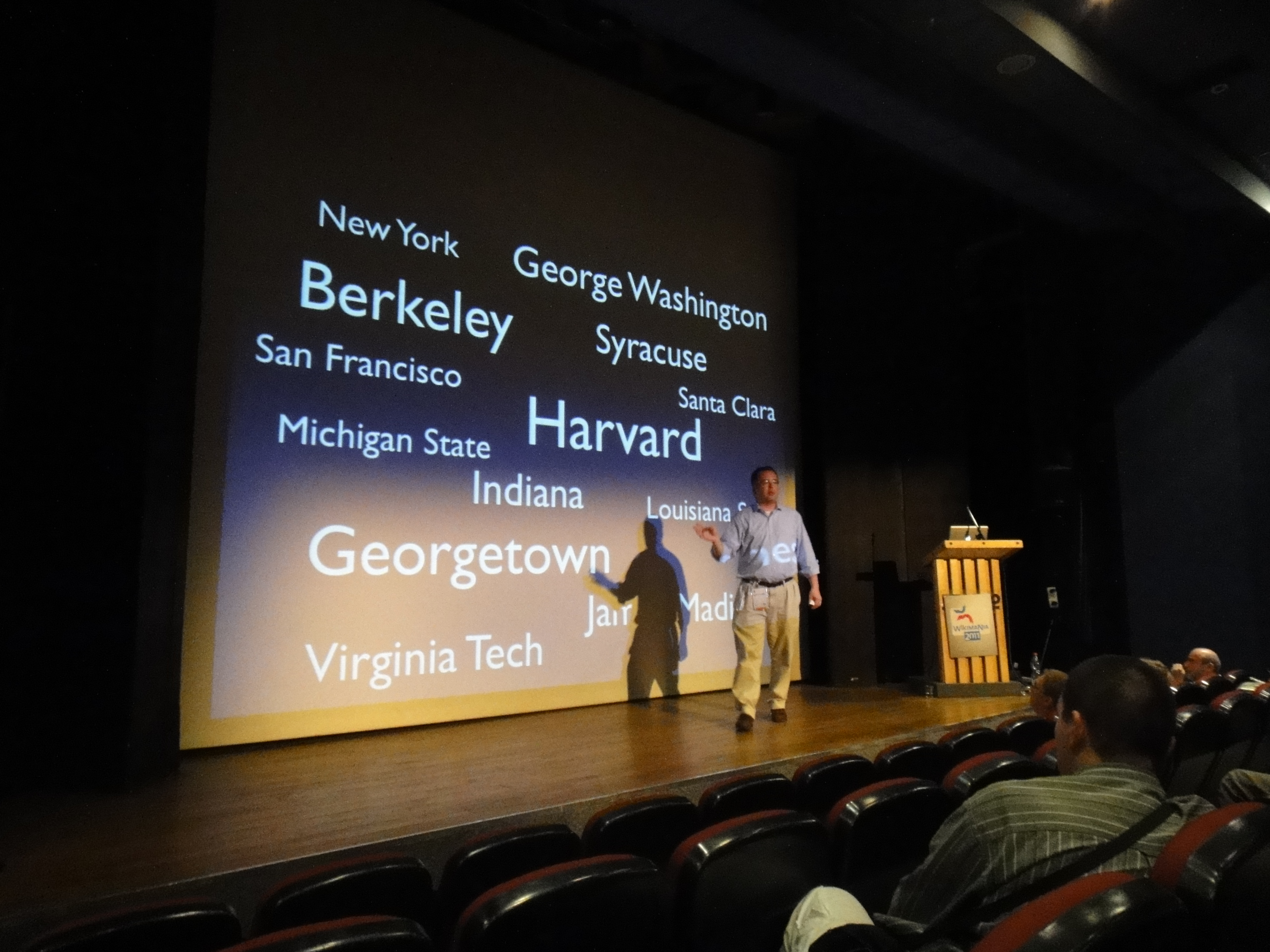
متحدث يقدم عرضًا تقديميًا باستخدام مؤشر RF في يده اليسرى

يُساعد استخدام جهاز النقر اللاسلكي المُقدِّمَ على التحرك بحرية، بدلاً من الاضطرار إلى البقاء بجوار الحاسوب، ويمكنه الاقتراب والبقاء على اتصال مع الجمهور، ومشاهدة العرض التقديمي معهم، والقدرة على استخدام مؤشر الليزر المدمج، من أجل التأكيد على نقاط محددة في الحوار مع المشاركين. وهذا يجعل التعلم التفاعلي ممكنًا ويقلل من بعض الخصائص السلبية للتدريس وجهاً لوجه. في الواقع، يعمل هذا بشكل جيد بشكل خاص عندما تتكون شرائح العرض فقط من الصور المستخدمة لتوفير خلفية عاطفية، من خلال توضيح العرض التقديمي الفعلي.
من بين التأثيرات المفيدة الأخرى لجهاز التحكم عن بعد هو أنه يمكن الضغط عليه يدويًا كأداة مضادة للتوتر. إن إمكانية استخدام الهاتف في المواقف العصيبة قد تعمل ككرة مضادة للتوتر، مما يساعد على تهدئة بعض الأشخاص الذين يميلون إلى الشعور بالتوتر أو الإجهاد أثناء العروض التقديمية، عند التحدث أمام جمهور كبير.